# Sant Sebastià de Prats de Lluçanès
Sant Sebastià de Prats de Lluçanès és una església neoclàssica de Prats de Lluçanès (Lluçanès) inclosa a l'Inventari del Patrimoni Arquitectònic de Catalunya.

## Descripció
Església d'una sola nau amb creuer. Al centre s'alça una torre poligonal amb 8 finestres. Està cobert a dues aigües amb teula àrab. La façana principal, als peus de l'església, té una portalada d'arc de mig punt amb pilastres adossades als costats que aguanten una motllura que ressegueix l'arc; a la clau hi figura la data de 1801. Sobre la porta hi ha un nínxol, on hi ha allotjat una imatge de Sant Sebastià. També hi trobem una rosassa, i la façana es coronada per un timpà. A la banda esquerra hi ha un petit campanar.

## Història
La primitiva capella era una edificació de la primera meitat del segle xvii, al costat del mas que rep el mateix nom. L'any 1777 el rector Antoni Vinyes construeix de nou el temple, que va quedar destruït per les guerres de començaments de segle. Les obres finalitzen a principis del segle xix i mossèn Mirambell hi diu la primera missa el dia 27 d'octubre de 1804.